# بيرهانو بالو

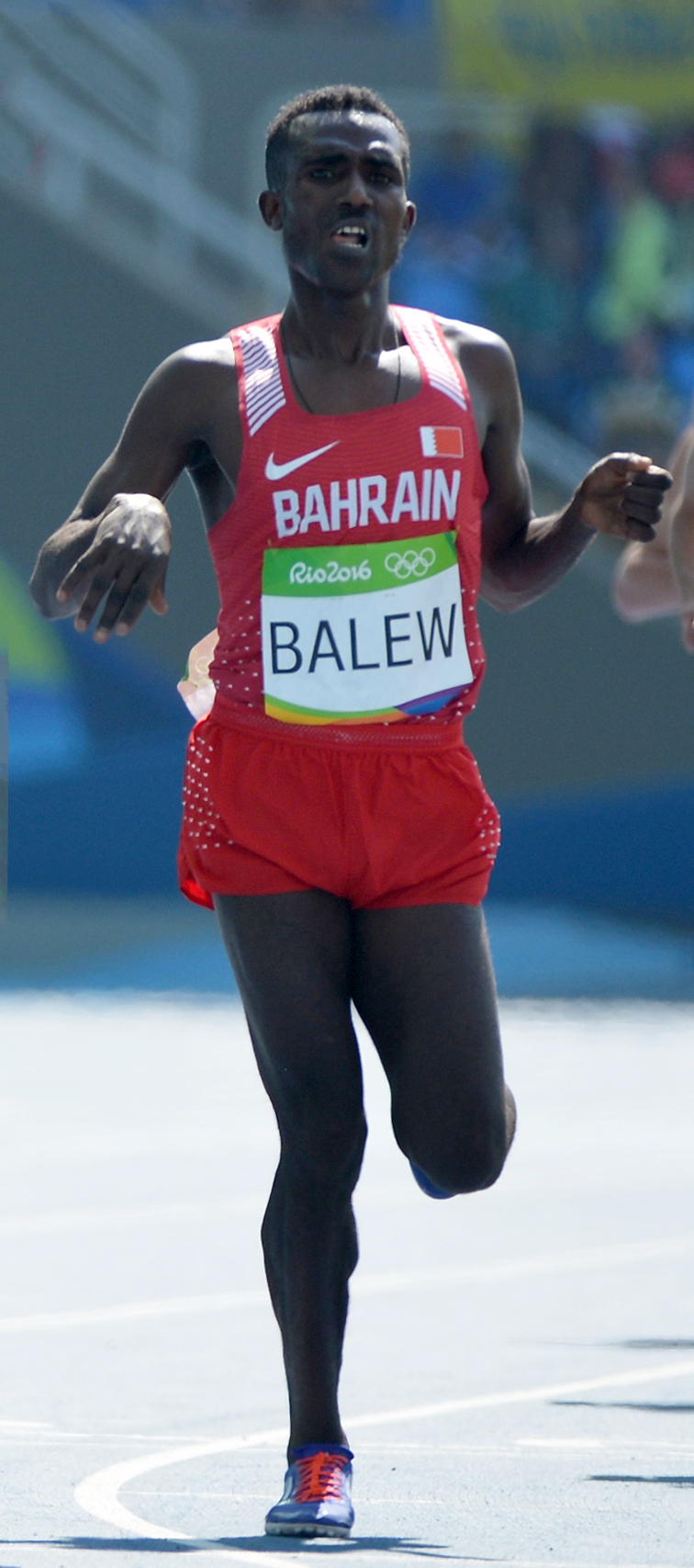
بالو في دورة الألعاب الأولمبية 2016.

بيرهانو بالو (ولد في 27 فبراير 1996) هو عداء مسافات طويلة بحريني. وصل إلى السباق النهائي في 5000 متر في دورة الألعاب الأولمبية الصيفية 2016.

## روابط خارجية
- بيرهانو بالو على موقع الاتحاد الدولي لألعاب القوى (الإنجليزية)
- بيرهانو بالو على موقع أوليمبيديا (الإنجليزية)